# Omar El Kaddouri
Omar El Kaddouri (en árabe: عمر القدوري) (Bruselas, Bélgica, 21 de agosto de 1990) es un futbolista belga nacionalizado marroquí. Juega de centrocampista y su equipo es el SPAL de la Serie C.

## Biografía
Nació en Bélgica de padres marroquíes. El 25 de mayo de 2014 nació su primer hijo, Adam.

## Trayectoria
Creció en las categorías inferiores del Anderlecht. Aquí fue notado por los observadores del Brescia italiano, que lo fichó en 2008; el mismo año El Kaddouri debutó en la Serie B, para luego ser cedido a préstamo al Südtirol de Bolzano, en la tercera división italiana (31 presencias y 2 goles de titular). En 2011 regresó al Brescia, disputando 38 partidos y marcando 7 goles.
El 24 de agosto de 2012 fue adquirido por el Napoli a través de una fórmula de coparticipación, por unos 2 millones de euros. Debutó el 20 de septiembre en el partido de la Liga Europea contra el AIK Estocolmo (4-0 para los napolitanos). Su debut en la Serie A se produjo el 2 de diciembre ante el Pescara. Terminó la temporada sumando 12 presencias. En junio de 2013 el club partenopeo adquirió la otra mitad de su ficha y el 11 de julio lo cedió a préstamo al Torino hasta el 30 de junio de 2014.
Jugó su primer partido en el conjunto torinés contra el Pescara, en Copa Italia, reemplazando a Alexander Farnerud. Sus primeros goles llegaron el 24 de noviembre ante el Catania, el 24 de noviembre, cuando realizó un doblete (el gol del 2:0 y del 4:1 final). Volvió a marcar el 17 de febrero en el campo del Hellas Verona, donde se destacó con un gol y dos asistencias. Concluyó la temporada con 29 presencias y 5 tantos. El 1 de julio de 2014 el Napoli lo cedió otra vez al Torino con opción de compra. Al término de la temporada, el club granate no ejerció esta opción y El Kaddouri volvió al Napoli.

## Selección nacional
Ha jugado 2 partidos con la selección sub-21 de Bélgica, anotando un gol el 14 de noviembre de 2011 contra los ingleses. En julio de 2012 compite en los Juegos Olímpicos de Londres, con la selección olímpica de Marruecos, totalizando dos presencias. A la hora de dar el paso a la absoluta, también optó por jugar en la selección marroquí, debutando el 14 de agosto de 2013 en un amistoso contra Burkina Faso.

## Clubes
| Club                   | País    | Año           |
| ---------------------- | ------- | ------------- |
| Brescia Calcio         | Italia  | 2008-2010     |
| F. C. Südtirol         | Italia  | 2010-2011     |
| Brescia Calcio         | Italia  | 2011-2012     |
| S. S. C. Napoli        | Italia  | 2012-2013     |
| Torino F. C.           | Italia  | 2013-2015     |
| S. S. C. Napoli        | Italia  | 2015-2017     |
| Empoli F. C.           | Italia  | 2017          |
| PAOK de Salónica F. C. | Grecia  | 2017-2023     |
| CFR Cluj               | Rumania | 2024          |
| SPAL                   | Italia  | 2024-presente |

## Palmarés

### Campeonatos nacionales
| Título              | Club                   | País   | Año  |
| ------------------- | ---------------------- | ------ | ---- |
| Copa de Grecia      | PAOK de Salónica F. C. | Grecia | 2018 |
| Superliga de Grecia | PAOK de Salónica F. C. | Grecia | 2019 |
| Copa de Grecia      | PAOK de Salónica F. C. | Grecia | 2019 |
| Copa de Grecia      | PAOK de Salónica F. C. | Grecia | 2021 |